# Placotettix dahra
Placotettix dahra är en insektsart som beskrevs 1988 av Reinhard Remane och Silke Meyer-Arndt utifrån ett specimen funnet i Algeriet. Arten ingår i släktet Placotettix och familjen dvärgstritar. Inga underarter finns listade i Catalogue of Life.